# 月亭春松
月亭 春松（つきてい はるまつ、生没年不詳（明治初期ごろ生まれ、昭和初期没とされる））は、上方噺家。『落語系圖』の編者として知られる。本名は植松 秀一郎。
1892年1月15日、2代目月亭文都門下となり春松を名乗る。1893年11月、京都板井席の今枝恒吉一座で植松一郎の名で出演を皮切りに1894年以降、東京や京都で歌舞伎・新派の劇団にも所属し、役者として活動する。落語家になった当初は三友派に所属した。
1913年、7代目朝寝坊むらく（のちの3代目三遊亭圓馬）門下で朝寝坊小夢となる。1914年、同門の月亭小文都の尽力で再び文都門下に復帰し、5代目月亭文當を名乗る。文當を名乗ってからは京都に出向いたりなどした。
師匠の死後は2代目桂文團治（7代目桂文治）の預かり弟子となり再び月亭春松を名乗る。そののち浪花落語反対派から花月派（後の吉本興業部）に移り、後年は吉本興業で事務を務めたという。1922年以降の落語家連名表には名前が掲載されていない。

## 『落語系圖』について
1929年に出版された『落語系圖』は、戦前の上方落語の資料としては、数少ない体系だった資料である。前半は江戸・上方落語の諸流系図を、後半は鳴物のきっかけ表、出番表、席亭・落語家の肖像などを掲載している。写真資料が豊富なのも特徴である。
3代目桂米朝は、その著書『上方落語ノート』において、次のように述べている。
『落語系圖』は、名著刊行会から1965年、1979年の二度、復刻されている。